# Нападающий (хоккей с мячом)
Нападающий (хоккей с мячом) - одно из амплуа полевого игрока. Другими амплуа полевого игрока являются полузащитник и защитник. 
Кроме полевых игроков на поле в команде находится вратарь, чьи функции и полномочия существенно отличны от полевых игроков.
В ходе игры полевой игрок может выполнять функции различных амплуа согласно ходу игры.
Функция нападающих – продвинувшись к воротам противоположной команды, забить гол. 
Количество нападающих на поле и в команде не оговаривается, а определяется тактикой.
Главная задача нападающего в игре считается выполненной, если он 
овладел мячом, и обеспечил попадание мяча в ворота противника.